# 1. istarska pukovnija (NDH)
1. istarska pukovnija je bila postrojba Domobranstva NDH formirana na Sušaku nakon kapitulacije Italije 1943. Nakon reorganizacije vojne sile NDH u Hrvatske oružane snage u svibnju 1945. god. ta je postrojba bila prozvana "Hrvatska istarska pukovnija". Samo manji dio postrojbe činili su Istrani.
Nakon što je Kraljevina Italija kapitulirala u kolovozu 1943. godine, NDH je poništila Rimske ugovore iz 1943. godine, te je uz suglasnost Njemačke zaposjela hrvatska područja koja je je nakon kapitulacije Kraljevine Jugoslavije 1941. godine bila sebi pripojila Italija. Istra nije bila među tim područjima, ali je NDH jasno naznačila svoje pretenzije nad njima, između ostalih tiskajući neke službene karte na kojima je čitavo područje bivše Markgrofovije Istre prikazivano kao teritorij NDH, pod nazivom "Velika župa Raša". 
To područje, zajedno s područjem Rijeke, Sušaka i Krka (Sušak i Krk su do 1941. godine bili u sastavu Kraljevine Jugoslavije) i područjem sve do rijeke Soče stavljeno je pod provizornu njemačku upravu, koja će trajati sve do 1943. godine pod nazivom "Operativna zona Jadransko primorje" (njem. Operationszone Adriatisches Küstenland). U sklopu te njemačke uprave djelovalo je Upravno povjereništvo Sušak-Krk, na čijem je području službeni jezik bio hrvatski, a u sklopu Domobranstva NDH je na Sušaku osnovana 1. istarska pukovnija. Postrojba je bila podređena njemačkom zapovjedništvu za Operativnu zonu Jadransko primorje, a krajem 1944. godine je bilo odlučeno da će ta postrojba posjesti područje Pazina u Istri. Zapovjedništvo pukovnije je bilo u to vrijeme povjereno Mihovilu Karlu Sertiću, koji je bio dopukovnik Domobranstva NDH, a u SS-u je imao čin Sturmbannführera (bojnika); on je više puta objavio težnju za pripojenje Istre NDH.
Njemačka zapovjedništva nazivala su postroju "Kroatische Landschutz Regiment", te su njene dijelove uključivale u razne borbene aktivnosti - kao i druge "Landschutz" postrojbe popunjavane Talijanima i Slovencima u Operativnoj zoni Jadransko primorje. Na samom kraju rata, vlasti NDH pukovniju uključuju u sastav XXIII. ustaške brigade.
Većina pripadnika pukovnije nosila je talijanske vojne uniforme na koje su bile stavljene hrvatske vojne oznake. Kako su nosili amblem s oznakom koze na rukavu odore, kolokvijalno su ih zvali "kozari".  Prema kraju rata se ljudstvo 1. istarske pukovnije počinje osipati, te se 43. istarskoj diviziji NOVJ početkom ožujka 1945. god. predalo 4 časnika, 13 dočasnika i 87 vojnika 1. istarske pukovnije. U travnju 1945. god. je u pukovniji bilo ostalo 14 časnika i 300 dočasnika i vojnika.

## Vanjske poveznice
- Kratki prikaz o 1. istarskoj pukovniji kod "Axis history"